# Caroline Williams
Caroline Williams és una actriu i productora nord-americana. És més coneguda pel seu paper de Stretch a la sèrie de pel·lícules The Texas Chainsaw Massacre. Els seus altres papers cinematogràfics inclouen Alamo Bay (1985), The Legend of Billie Jean (1985), Stepfather II (1989), Days of Thunder (1990), Leprechaun 3 (1995), How the Grinch Stole Christmas (2000), Halloween II (2009), i Hatchet 3 (2013). Williams ha fet aparicions com a convidat a diverses sèries de televisió com ara Hunter (1987), Murder, She Wrote (1992),  ER (1996), Suddenly Susan (1996), Sabrina, the Teenage Witch  (1997), The District (2003) i Grey's Anatomy (2010).

## Vida i carrera
Williams va fer el seu debut cinematogràfic a la pel·lícula de 1975 Smile. Una dècada més tard, va protagonitzar Alamo Bay i The Legend of Billie Jean.El 1986, Williams va tenir petits papers a Thompson's Last Run i Getting Even abans d'interpretar Vanita "Stretch" Brock a The Texas Chainsaw Massacre 2. Per aquest paper va guanyar el Premi a la mllor actriu al XIX Festival Internacional de Cinema Fantàstic de Sitges. El 1989, Williams va protagonitzar Stepfather 2.
El 1990, va repetir el seu paper de Stretch per a un breu cameo a la pel·lícula Leatherface: The Texas Chainsaw Massacre III i també va protagonitzar Days of Thunder.
El 1995, Williams va protagonitzar Leprechaun 3. Des de mitjans fins a finals de la dècada de 1990, Williams va tenir aparicions com a convidat a diverses sèries de televisió com ER (1996), Suddenly Susan (1996) i Sabrina, the Teenage Witch (1997).
L'any 2000, Williams va tenir un petit paper a The Grinch. Va tornar a les pel·lícules de terror el 2009 amb un paper a la pel·lícula de Rob Zombie Halloween II i va tenir una aparició convidada a Grey's Anatomy l'any següent. El 2013, Williams va protagonitzar les pel·lícules de terror Contracted i Hatchet III. Altres aparicions han estat Martian Land (2015), Blood Feast (2016) i Fantasma (2017).

## Filmografia
| Any  | Títol                                              | Paper                         | Notes                                |
| ---- | -------------------------------------------------- | ----------------------------- | ------------------------------------ |
| 1985 | Alamo Bay                                          | Diane                         |                                      |
| 1985 | The Legend of Billie Jean                          | Woman In Pickup               |                                      |
| 1986 | Thompson's Last Run                                | Hooker                        | Telefilm                             |
| 1986 | Getting Even                                       | Molly                         |                                      |
| 1986 | The Texas Chainsaw Massacre 2                      | Vanita "Stretch" Brock        |                                      |
| 1987 | Hunter                                             | Sybil Taylor                  | 1 episodi                            |
| 1987 | L.A. Law                                           | Mrs. Talbot                   | 2 episodis                           |
| 1988 | Police Story: Monster Manor                        | "Big Red"                     | Telefilm                             |
| 1989 | Stepfather II                                      | Matty Crimmins                |                                      |
| 1990 | Leatherface: The Texas Chainsaw Massacre III       | Vanita "Stretch" Brock        | Cameo                                |
| 1990 | Love and Lies                                      | Sammi                         | Telefilm                             |
| 1990 | Days of Thunder                                    | Jennie Burns                  |                                      |
| 1990 | They Came from Outer Space                         | Jessica                       | 1 episodi                            |
| 1991 | Sins of the Mother                                 | Jennifer Coe                  | Telefilm                             |
| 1991 | Equal Justice                                      | Roberta                       | 1 episodi                            |
| 1991 | Disney Presents The 100 Lives of Black Jack Savage | Christy Lawton                | 1 episodi                            |
| 1991 | Shannon's Deal                                     | Vivian                        | 1 episodi                            |
| 1992 | Sisters                                            | Janet Kelso                   | 1 episodi                            |
| 1992 | Murder, She Wrote                                  | Amanda North & Janet Weymouth | 2 episodis                           |
| 1992 | Silk Stalkings                                     | Caitlin Walsh                 | 1 episodi                            |
| 1994 | Flashfire                                          | Ann                           |                                      |
| 1994 | Deconstructing Sarah                               | Dottie                        | Telefilm                             |
| 1995 | Leprechaun 3                                       | Loretta                       |                                      |
| 1995 | Drifting School                                    | Emily Scott                   |                                      |
| 1995 | Models Inc.                                        | Leslie Newcomb                | 2 episodis                           |
| 1996 | ER                                                 | Scrub Nurse                   | 1 episodi                            |
| 1996 | Suddenly Susan                                     | Ms. Turner                    | 1 episodi                            |
| 1997 | Sabrina, the Teenage Witch                         | Gwendolyn                     | 1 episodi                            |
| 1997 | Mike Hammer, Private Eye                           | Janice Rhodes                 | 1 episodi                            |
| 1998 | Mike Hammer, Private Eye                           | Natural Rivers Now woman      | 1 episodi                            |
| 1998 | Air America                                        |                               | 1 episodi                            |
| 1999 | Rage                                               | B-Girl At The Elephant        |                                      |
| 1999 | Diagnosis: Murder                                  | Maren                         | 1 episodi                            |
| 2000 | The Grinch                                         | Tiny Who Woman                |                                      |
| 2001 | Family Law                                         | Ms. Morton                    | 1 episodi                            |
| 2003 | NYPD Blue                                          | Trish Braswell                | 1 episodi                            |
| 2003 | Recipe for Disaster                                | Jason's Mom                   | Telefilm                             |
| 2003 | The District                                       | Ruth Davies                   | 1 episodi                            |
| 2004 | The Division                                       | Donna Estes                   | 2 episodis                           |
| 2007 | Jane Doe: How to Fire Your Boss                    | Alana Devlin                  |                                      |
| 2007 | Nip/Tuck                                           | Mrs. Feeney                   | 1 episodi                            |
| 2008 | Women's Murder Club                                | Betsy Hammond                 | 1 episodi                            |
| 2009 | Halloween II                                       | Dr. Maple                     |                                      |
| 2010 | Grey's Anatomy                                     | Alison Clark                  | 1 episodi                            |
| 2010 | Sebastian                                          | Olivia Barnes                 |                                      |
| 2010 | Monsterpiece Theatre Volume 1                      | Auntie D.                     | Segment: "Rottentail"                |
| 2011 | Don't Look in the Basement!                        | Nurse Karen Stephens          |                                      |
| 2013 | Hatchet 3                                          | Amanda Fowler                 |                                      |
| 2013 | Contracted                                         | Nancy Williams                |                                      |
| 2014 | Blood Valley: Seed's Revenge                       | Mrs. McDonagh                 |                                      |
| 2015 | Contracted: Phase II                               | Nancy Williams                |                                      |
| 2015 | Martian Land                                       | Ulyana                        |                                      |
| 2016 | Sharknado: The 4th Awakens                         | "Stretch"                     |                                      |
| 2019 | Verotika                                           | Peasant Woman                 | Segment: "Drukija Contessa of Blood" |
| 2019 | In Search of Darkness                              | Herself                       | Documentary film                     |
| 2019 | Blind                                              | Sophia Lewis                  |                                      |
| 2020 | Ten Minutes to Midnight                            | Amy Marlowe                   |                                      |
| 2020 | In Search of Darkness: Part II                     | Herself                       | Documental                           |
| 2023 | Renfield                                           | Vanessa                       | Post-production                      |